# Le Tremblay (Maine-et-Loire)
Le Tremblay ist eine Ortschaft und eine Commune déléguée in der französischen Gemeinde Ombrée d’Anjou mit 407 Einwohnern (Stand: 1. Januar 2022) im Département Maine-et-Loire in der Region Pays de la Loire. Die Einwohner werden Tremblaysiens genannt.
Die Gemeinde Le Tremblay wurde am 15. Dezember 2016 mit neun weiteren Gemeinden, namentlich La Chapelle-Hullin, Chazé-Henry, Combrée, Grugé-l’Hôpital, Noëllet, Pouancé, La Prévière, Saint-Michel-et-Chanveaux und Vergonnes zur neuen Gemeinde Ombrée d’Anjou zusammengeschlossen. Die Gemeinde gehörte zum Arrondissement Segré und zum Kanton Segré.

## Geografie
Le Tremblay liegt etwa 40 Kilometer nordwestlich von Angers an der Verzée. 

## Bevölkerungsentwicklung
| Jahr                       | 1962 | 1968 | 1975 | 1982 | 1990 | 1999 | 2006 | 2013 |
| Einwohner                  | 633  | 613  | 558  | 492  | 389  | 365  | 350  | 350  |
| Quellen: Cassini und INSEE |      |      |      |      |      |      |      |      |

## Sehenswürdigkeiten
- Kirche Saint-Louis, von 1857 bis 1866 erbaut

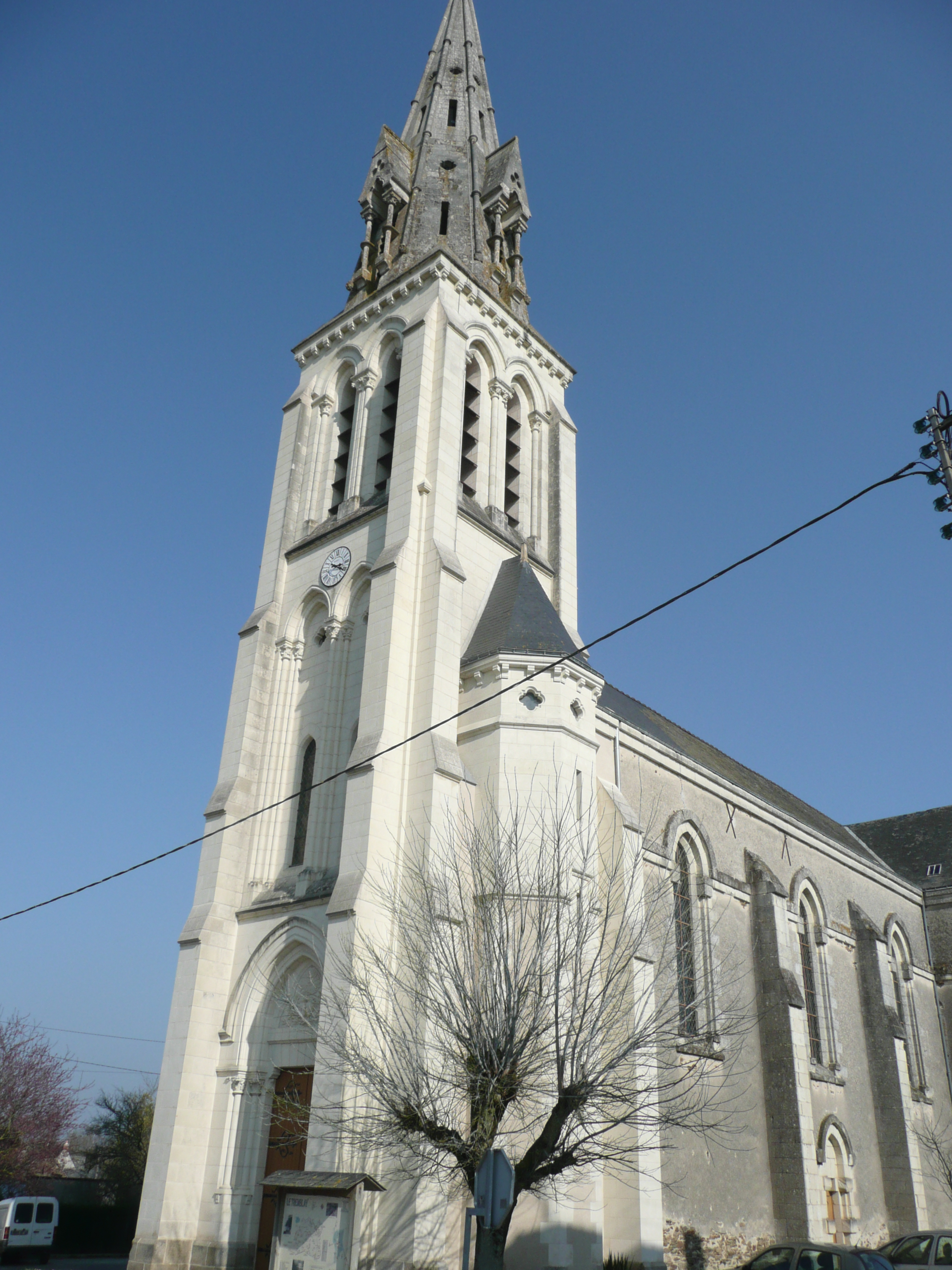
Kirche Saint-Louis